# 豊原郡

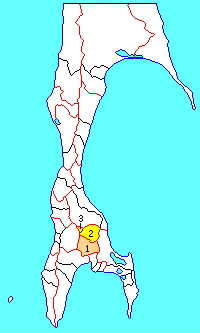
樺太・豊栄郡の位置（1.豊原町 2.豊北村 3.川上村 薄黄：後に郡より離脱した地域）

豊原郡（とよはらぐん）は、日本の領有下において樺太に存在した郡。
当該地域の領有権に関しては樺太の項目を参照。

## 郡域
1915年（大正4年）に行政区画として発足した当時の郡域は、豊原市、豊北村、川上村の1町2村の区域に相当する。

## 歴史

### 古代
古墳時代前期まで続縄文文化に属するアニワ文化（遠淵式）が栄えた。
その後樺太で興った鈴谷文化が4世紀末まで続き、5世紀ころからオホーツク文化が栄えた。古代の文献『日本書紀』や『続日本紀』に記述があり、飛鳥時代に阿倍比羅夫と交戦した粛慎 (みしわせ)は、オホーツク文化に比定されている。その後、擦文文化進出にともない、オホーツク人は樺太南部から駆逐された。
平安時代中期（11世紀）ころから、擦文文化の担い手が、重要な交易品であったオオワシ羽やアザラシ皮などを確保するため進出。当時、和人社会では武士が台頭しはじめ、ワシ羽や海獣皮は矢羽や甲冑などの材料として需要が高まっており、安倍氏や奥州藤原氏をはじめとする奥羽の豪族を経由して全国に送られている。また、和人社会からも流入する和産物が増加し、それをきっかけに擦文文化からアイヌ文化に転換していったとみられる。続縄文文化や擦文文化の担い手は、アイヌの祖先にあたる。

### 中世
中世の文献『諏訪大明神絵詞』では、鎌倉時代以降、蝦夷管領・安東氏が唐子と呼ばれる蝦夷（アイヌ）を統括。安東氏は、日本海北部を中心にかなり広範囲にわたって活動していたという（『廻船式目』）。奥州藤原氏を引き継ぐ陸の豪族であるとともに安藤水軍を擁し、蝦夷社会での騒乱時には、しばしば津軽海峡以北に出兵したという。応永年間になると安東氏は「北海の夷狄動乱」を平定し、日之本将軍と称していた。
室町時代になり、安東水軍は関東御免船として活動、北方産品を大量に仕入れ全国に出荷する一方、和産物を蝦夷社会へ供給していた（『十三往来』）。
また、唐子は北海道日本海側や北海岸および樺太南部に居住し、城下交易のため十三湊や渡党の領域まで赴き生活必需品などを入手していた（城下交易も参照）。室町時代の文明17年（1485年）、唐子の乙名が安東氏の代官である武田信広に銅雀台瓦硯を献じその配下になったという（『福山秘府』）。

### 近世
江戸時代になると、豊原郡域は西蝦夷地に属し、慶長8年（1603年）宗谷に置かれた役宅がこれを司った。貞享2年（1685年）以降は宗谷場所に含まれ、以降、樺太アイヌは和人地まで赴かずに、宗谷で生活物資が入手可能となった。宝暦2年（1752年）ころシラヌシ（本斗郡好仁村白主）での交易が始まり、寛政2年（1790年）松前藩が樺太商場（場所）を開設、場所請負人は阿部屋村山家。幕府も南端の白主に勤番所を置く。久春古丹（大泊郡大泊町楠渓）にも運上屋があり、撫育政策として行われるオムシャでは、老病者などに御救米を支給する介抱もおこなった。当時の地方行政の詳細については、場所請負制成立後の行政および江戸時代の日本の人口統計も参照。
その後、場所請負人は、寛政8年から大阪商人・小山屋権兵衛と藩士・板垣豊四郎、翌9年からは板垣豊四郎が単独で請負う。寛政12年（1800年）カラフト場所は松前藩直営となる。以降、藩士・高橋荘四郎と目谷安二郎が管理し、兵庫商人・柴屋長太夫が仕入れを請負った。

#### 第一次幕領期
文化4年（1807年）文化露寇発生を受け、樺太を含む西蝦夷地が松前奉行の管轄する公議御料（幕府直轄領）となった（〜1821年、第一次幕領期）。文化5年（1808年）、幕命を受けた会津藩が警固に就き、文化6年（1809年）西蝦夷地から樺太が分立、この年から豊原郡域の警固を津軽藩が引き継いだ。
公議御料となった文化5年（1808年）、このとき、樺太場所請負人は柴屋長太夫。文化6年（1809年）に西蝦夷地から樺太が分立したとき、樺太場所（北蝦夷地場所）の請負人は栖原家と伊達家となった。豊原郡域の蝦夷（アイヌ）たちにも、亜庭湾岸の漁場に出稼ぎし生計を立てるものがいた。

#### 松前藩復領後
北方情勢が安定した文政4年（1821年）豊原郡域も松前藩領に復した。
復領後、安政3年（1856年）に松浦武四郎がシュシュヤ越（大泊国境線の前身）を通っており、郡域内のハアセ（ハアセクシ、豊原西部）で小屋掛けし宿泊。ただし、夏場の道は草が伸び通行が大変であったという。安政3年は箱館奉行所の支配組頭・向山源太夫の部下、幕吏としての渡樺である。
○嘉永7年（1854年）の『鈴木重尚　松浦武四郎　唐太日記』に下記の記載あり。
- 豊原市
  - コイヘツ・・・小屋
  - ハアセ（ハアセクシ、豊原市西部）・・・小屋

#### 幕末の樺太警固（第二次幕領期）
安政2年（1855年）日露和親条約で国境未定のまま交渉を棚上げ先送りされた。樺太を含む蝦夷地が再び公議御料となり、豊原郡域は秋田藩
警固地となった。その後、万延元年（1860年）樺太警固は仙台・会津・秋田・庄内の4藩となるが、文久3年（1863年）以降は仙台・秋田・庄内の3藩体制となる。慶応3年（1867年）樺太雑居条約で樺太全島が日露雑居地とされた。

### 大政奉還後
慶応4年（1868年）4月12日、箱館裁判所(閏4月24日に箱館府と改称)の管轄となり、明治2年（1869年）北蝦夷地を樺太州（国）と改称。同年、開拓使直轄領となった。明治3年（1870年）開拓使から分離、樺太開拓使領となったが、明治4年（1871年）開拓使直轄領に復した。同年8月29日、廃藩置県。このころ行われた文明開化期の事象としては、神仏分離令、壬申戸籍編製、散髪脱刀令、平民苗字必称義務令公布などが挙げられる。アイヌは百姓身分だったため、平民となった。明治8年（1875年）、樺太千島交換条約によりロシア領とされた。

### ロシア領時代
1890年（明治23年）、流刑地となっていた樺太調査のため、作家のアントン・チェーホフが来樺、豊原郡域にも来訪。彼は後に報告記「サハリン島」を執筆した。

### 日本領復帰後
- 1905年（明治38年）
  - 7月 - 日露戦争・樺太の戦いで、日本軍第13師団が占領。10日、唐松を過ぎ、清川と大沢付近で攻撃を受け追分方面に火炎が上るも、豊原占領。11-15日におこなわれた軍川の戦いでは、12日に西久保少佐戦死。16日、軍川付近のロシア軍降伏し武装解除。18日、小沼に進軍。28日、小里のロシア軍が留多加川経由で真岡方面に逃走。31日、在樺太ロシア軍降伏。
  - 8月1日 - 軍政が敷かれ、南樺太に4つの軍政署を開設。豊原郡域は第二仮軍政区の管轄となる。軍政区署はウラジミロフカ（豊原市北豊原）。
  - 8月28日 - 内務省下樺太民政署コルサコフ支所の管轄となる。
  - 9月1日 - 日露休戦条約を締結。
  - 9月4日 - 樺太民政署の管轄となる。豊原に支所設置。
  - 9月5日 - ポーツマス条約締結により日本領に復帰。
- 1907年（明治40年）3月14日 - 内務省の下部組織樺太庁発足、ウラジミロフカ支庁の管轄となる。
- 1908年（明治41年）4月 - 管轄支庁を豊原支庁に改称。
- 1909年（明治42年）
  - 豊原支庁豊原出張所の管轄となる。
  - 同年、樺太庁令で、「部落総代規定」を制定。主要集落に町村長に相当する総代を置き、行政事務をおこなうこととした。
- 1913年（大正2年）2月 - 豊原出張所廃止。

### 郡発足以降の沿革
- 1915年（大正4年）6月26日 - 「樺太ノ郡町村編制ニ関スル件」（大正4年勅令第101号）の施行により、行政区画として豊原郡が発足。発足時は豊南村、大富村、豊原町、西久保村、高岡村、広野村、豊北村が所属。豊原支庁が管轄。（1町6村）
- 1918年（大正7年） - 共通法（大正7年法律第39号）（大正7年4月17日施行）1条2項で、樺太を内地に含むと規定[17]され、終戦まで基本的に国内法が適用されることとなった。
- 1922年（大正11年） 4月1日 - 「樺太ノ地方制度ニ関スル法律」（大正10年4月8日法律第47号）と、その細則「樺太町村制」（大正11年1月23日勅令第8号）を同時に施行。「部落総代規定」廃止。
- 1923年（大正12年）4月1日 - 豊南村・大富村・西久保村が豊原町に、高岡村・広野村が豊北村にそれぞれ合併。従来の豊北村大字川上字川上炭山を区域とし川上村発足（1町2村）
- 1929年（昭和4年）7月1日 - 樺太町村制の施行により、豊原町（一級町村）、豊北村（二級町村）が発足。
- 1937年（昭和12年）7月1日
  - 豊原支庁が豊栄支庁に改称。
  - 豊原町が市制施行して豊原市となり、郡より離脱。（2村）
- 1942年（昭和17年）11月 - 豊原郡・栄浜郡の区域をもって豊栄郡が発足。同日豊原郡消滅。